# Kovaleve, Sofiivka
Kovaleve (în ucraineană Ковалеве) este un sat în comuna Marie-Dmîtrivka din raionul Sofiivka, regiunea Dnipropetrovsk, Ucraina.

## Demografie
Componența lingvistică a localității Kovaleve
     Ucraineană (90,91%)
     Rusă (9,09%)
Conform recensământului din 2001, majoritatea populației localității Kovaleve era vorbitoare de ucraineană (90,91%), existând în minoritate și vorbitori de rusă (9,09%).